# Żaglonowate
Żaglonowate (Alepisauridae) – niewielka rodzina ryb skrzelokształtnych (Aulopiformes), obejmująca 2 gatunki występujące w ciepłych wodach oceanicznych.

## Cechy charakterystyczne
Ciało wydłużone, bez łusek i narządów świetlnych. Duży otwór gębowy zaopatrzony jest w dobrze rozwinięte zęby. Brak pęcherza pławnego. Wysoka i bardzo długa płetwa grzbietowa, rozciągająca się od końca głowy niemal wzdłuż całego grzbietu, wsparta na 29–48 promieniach. Liczba kręgów: 47–51. Długość ciała największych osobników sięga 2 m.

## Klasyfikacja
Rodzaj zaliczany do tej rodziny:
Alepisaurus
Joseph S. Nelson (2006) zaliczył do żaglonowatych Omosudis lowii, klasyfikowanego przez innych taksonomów w odrębnej rodzinie.